# Réservoir de Saint-Michel
Pour les articles homonymes, voir Brennilis (homonymie).
Le réservoir de Saint-Michel dit aussi lac Saint-Michel (couramment appelé aussi lac de Brennilis) est un lac artificiel de 450 ha, créé entre 1929 et 1936 dans les marais et tourbières du Yeun Elez.

## Présentation

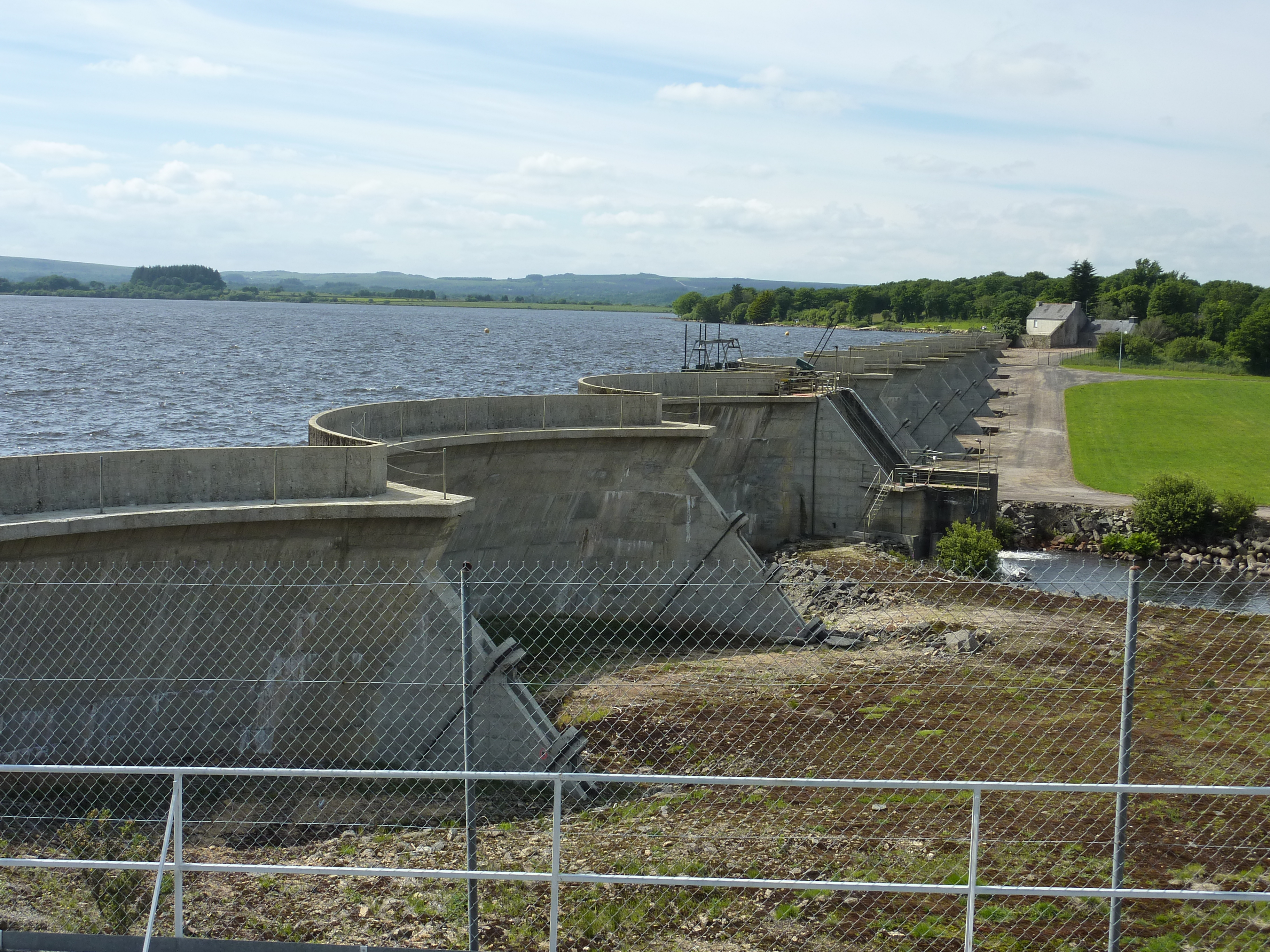
Le barrage de Nestavel.

Le réservoir est retenu par le barrage voûte construit de 1929 à 1936, entre le coteau de Nestavel et la butte de Forhan (une digue longue de 510 mètres constituée sur une partie de sa longueur d'un mur droit et sur l'autre partie de voûtes accolées de 25 mètres d'ouverture et s'appuyant sur des contreforts ancrés dans les rocher granitiques) situés sur le lieu-dit de la commune de Brennilis. Il a été créé afin de réguler le cours de l'Éllez utilisé par l'usine hydroélectrique de Saint Herbot. Les voûtes du barrage sont en béton armé d'acier ; elles comprennent une partie encastrée verticalement dans la roche granitique jusqu'à 6 mètres de profondeur par endroits ; les contreforts des deux extrémités du barrage sont scellés à l'aide de câbles d'acier encastrés dans le rocher.  Les eaux stockées dans le Réservoir de Saint-Michel sont rendues en aval à la rivière via deux tuyauteries commandées par deux vannes pouvant déverser chacune 3,6 m3/s ; le trop plein peut s'écouler par le déversoir formé de deux pertuis capables de débiter chacun m3/s. Le débit entrant moyen de la rivière Ellez est de 1,12 m3/s, et dépasse très rarement les 5 m3/s. À partir des années 1960 et jusqu'en 1985, l'eau a été utilisée pour refroidir la centrale nucléaire des Monts d'Arrée. Le réservoir joue également un rôle de soutien d'étiage au profit des communes d'aval comme Châteauneuf-du-Faou et Châteaulin, alimentant elles-mêmes des zones côtières touristiques. Ce soutien d'étiage fait l'objet d'une convention entre EDF, concessionnaire du lac propriété de l'État pour la production hydroélectrique et l'Établissement public de gestion de l'Aulne (EPAGA).
Le lac est alimenté par l'Elez à l'Ouest et au Nord par deux ruisseaux, le Roudouhir et le Stêr-Red. Son bassin versant est d'une surface de 33 km2.
Le lac est partagé entre quatre communes : Brennilis au Nord-Est, Loqueffret au Sud-Est, Brasparts au Sud-Ouest et Botmeur au Nord-Ouest. Il est souvent mais abusivement dénommé "lac de Brennilis".
La création du Réservoir de Saint-Michel suscita dans la décennie 1930 maintes oppositions locales de la part des propriétaires de parcelles et des paysans qui exploitaient le marais pour en extraire la tourbe et aussi pour le pacage du bétail. Ceux-ci tentèrent de s'opposer à l'expropriation de leurs terres sans grande valeur vénale. Des manifestations hostiles eurent lieu. Le tribunal de Châteaulin débouta les protestataires[réf. souhaitée]. Une seconde campagne d'expropriation se déroula en 1941 afin d'acheter des terres avoisinant le Réservoir de Saint-Michel et qui se retrouvaient momentanément sous les eaux lorsque le niveau du lac était au plus haut. La construction du barrage et la création du lac ont non seulement modifié le paysage du marais, mais l'étendue d'eau a aussi coupé des voies de communications, la route entre Botmeur et Brennilis par exemple, modifiant de ce fait les relations entre les habitants des communes riveraines du Yeun Elez.

## Un paysage original
Lors de sa création, le lac a inondé plus de 400 ha d'un ensemble de marais et de tourbières situées au cœur du Yeun Elez, cuvette entourée par les Monts d'Arrée, aux pentes douces recouvertes de landes, d'où un paysage ressemblant plus à l'Irlande qu'au bocage breton traditionnel. Celui se retrouve néanmoins sur les rives Est et Nord-Ouest, ainsi que sur la Presqu'île, ancien interfluve du Roudouhir et d'une vallée asséchée devenue tourbière. Le lac se situe sur le territoire du Parc naturel régional d'Armorique. Le volume d'eau retenue est de 13 millions de m3. Lors de sa mise en eau, des castors ont été introduits dans la tourbière du Venec, au Nord. La Réserve naturelle nationale du Venec est riveraine du lac sur le territoire de la commune de Brennilis.

## Une sous-exploitation touristique
Malgré un potentiel paysager important, le lac est peu fréquenté par les touristes. Les raisons en sont à la fois le manque d'accès par les transports en commun, l'installation dans les années 1960 sur sa rive Est de la centrale nucléaire expérimentale de Brennilis en cours de démantèlement depuis le milieu des années 1980, la fragilité du milieu et le manque d'équipements touristiques. Classé « Grand lac intérieur » le Réservoir Saint Michel est connu avant tout des pêcheurs, qui y trouvent brochets, truites et perches.

## Une prise de conscience du potentiel
La Communauté de communes du Yeun Elez qui dispose de la compétence touristique sur le secteur a pu concrétiser à partir de 2007 un projet d'aménagements du lac à l'Est (pour un coût de 400 000 €), afin de faciliter la promenade en famille, la pêche, la baignade et la navigation. Un centre de loisirs sans hébergement a été réalisé (pour 600 000 €) au hameau de Nestavel-Braz à proximité immédiate du camping municipal (deux étoiles) de Brennilis. De nombreux gites d'étape et de séjour sont disponibles tout autour du lac, et les communes riveraines proposent également divers types de restauration. Au hameau de Kerveguenet sur Brennilis l'auberge exposition du Youdig présente toute une palette de services et d'activités à ses visiteurs. Le Réservoir constitue par ailleurs le point central de nombreux chemins de randonnée pédestre ou cavalière, et la direction du site EDF collabore avec les institutions de proximité pour rendre accessibles aux randonneurs certaines portions de son périmètre. Le 21 mai 2009, l'Association Tro Menez Are qui rassemble chaque année plusieurs milliers de marcheurs dans les Monts d'Arrée a organisé cet événement à l'invitation de la commune de Brennilis, tout autour et le long du réservoir Saint Michel, ce qui a contribué à mieux faire connaître un site remarquable. Les différents acteurs locaux conjuguent ainsi leurs efforts pour « faire du lac un lieu populaire, accessible à tous. ». 